# Jörg Alt

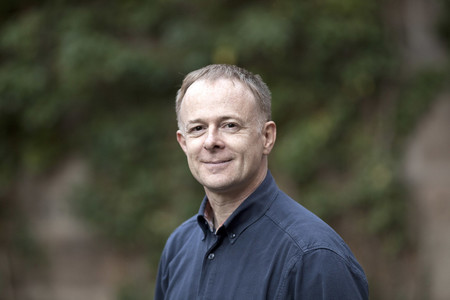
Jörg Alt, um 2010

Jörg Alt SJ (geboren am 15. Oktober 1961 in Saarbrücken) ist ein deutscher Sozialwissenschaftler, Sozialethiker, Ordenspriester sowie gesellschaftspolitischer Aktivist. Alt wurde bekannt durch seine sozialethischen Forschungsarbeiten und Publikationen, durch sein gesellschaftspolitisches Engagement in Kampagnen mit den Themenschwerpunkten Migration, Globalisierung, Armutsbekämpfung und Klimawandel sowie seine Unterstützung von bzw. Beteiligung an strafrechtlich relevanten Protesten verschiedener Klimagerechtigkeitsgruppen und daraus resultierenden Verurteilungen, inklusive Haftstrafen.
Pater Alt ist seit 1981 Mitglied des Jesuitenordens und empfing 1993 die Priesterweihe.

## Akademische Ausbildung und Tätigkeiten bis 2003
Nach dem Abitur am Albert-Einstein-Gymnasium in Frankenthal 1981 studierte Alt von 1983 bis 1985 an der Hochschule für Philosophie der Jesuiten in München ein Grundstudium der Philosophie, abgeschlossen mit dem Bakkalaureat. Nach Mitarbeit in einer Beratungsstelle für Asylbewerber der Caritas in Würzburg folgte von 1988 bis 1991 ein Grundstudium der Theologie am Heythrop College der Jesuiten an der University of London, abgeschlossen mit dem Bachelor of Divinity (BD). Danach war Alt als Kaplan in Leipzig tätig.
Von 1994 bis 1997 arbeitete er als Koordinator für den Bundesdeutschen Initiativkreis für das Verbot von Landminen, eine Teilgliederung der International Campaign to Ban Landmines. Er beendete diese Tätigkeit nach den ersten wichtigen Durchbrüchen: Dem Verbot von Anti-Personenminen durch die Bundeswehr, der Verbotskonvention von Ottawa und der Vergabe des Friedensnobelpreises 1997 an die International Campaign to Ban Landmines.
Anschließend verfolgte Alt seine Studienziele weiter, zunächst ab 1998 mit dem Hauptstudium der Philosophie, erneut an der Hochschule für Philosophie in München, 2001 abgeschlossen mit dem Magister artium (M.A.) in Sozialethik. 2003 erfolgte die Promotion im Fachbereich Soziologie an der Berliner Humboldt-Universität zum Thema Illegale Einwanderung und illegaler Aufenthalt von Migranten; seine Dissertationsschrift Leben in der Schattenwelt wurde 2004 mit dem Augsburger Wissenschaftspreis für Interkulturelle Studien ausgezeichnet.

## Tätigkeiten seit 2003
2004/2005 war Alt Geschäftsführer des Katholischen Forums Leben in der Illegalität in Berlin. Dort koordinierte er das Manifest Illegale Zuwanderung, welches von über 400 prominenten Vertretern aus Politik, Justiz, Verbänden und Wissenschaft unterzeichnet wurde und einen neuen Umgang mit dem Tabuthema der aufenthaltsrechtlichen Illegalität in Deutschland forderte. Vera Gaserow bezeichnete dieses breite Bündnis am 3. März 2005 in der Frankfurter Rundschau als „fast ein Wunder“ und „in Deutschland ein historisches Novum“, weil es bisher „selbst bei weniger prekären ausländerpolitischen Themen kaum gelungen (war), so viele prominente Namen zusammenzubringen“.
Nach seiner Rückkehr von einem längeren Auslandsaufenthalt in Belize und den USA war Alt 2009–2025 in Nürnberg als Hochschulseelsorger bei der Katholischen Hochschulgemeinde tätig. Ebenfalls 2009 begann er seine Mitarbeit bei dem von Jesuiten getragenen Hilfswerk. Von dort aus initiierte und koordinierte er die Kampagne „Steuer gegen Armut: Finanztransaktionssteuer“, ein Zusammenschluss aus 101 (Stand August 2017) Banken, kirchlichen, gewerkschaftliche und entwicklungspolitischen Organisationen, Parteien sowie Wissenschaftlern. Die am 6. November 2009 eingereichte Online-Petition beim Deutschen Bundestag wurde innerhalb kurzer Zeit von mehr als 60.000 Bürgerinnen und Bürgern mitgezeichnet und verschaffte dem Anliegen bundespolitische Bekanntheit. In Reaktion auf dieses Engagement wurde Alt 2010 in einem Porträt des Tagesspiegels als „einer der erfolgreichsten politischen Aktivisten der Republik“ charakterisiert.
Seit März 2012 arbeitet Alt verstärkt zu den Themenbereichen Globalisierung und Gerechtigkeit, Migration, Afrika sowie Katholische Soziallehre. Von 2013 bis heute ist sein Arbeitsschwerpunkt die Studie Tax Justice and Poverty, eine Kooperation mit dem Jesuit Hakimani Centre (Nairobi) und dem Jesuit Centre for Theological Reflection (Lusaka). Im Oktober 2016 wurde die deutsche Teilstudie der Forschungskooperation als Buch mit dem Titel „Wir verschenken Milliarden“ veröffentlicht, im März 2018 erfolgte die Veröffentlichung ausgewählter internationaler Ergebnisse in der Kurzfassung des internationalen Forschungsberichts. Die politisch-strategischen Empfehlungen aus der Forschungskooperation zu praktischen Verbesserungen der Fähigkeiten afrikanischer Staaten bei der Steuererhebung bzw. Verhinderung unerlaubter Kapitalabflüsse (Illicit Financial Flows) wurden im März 2019 auf einer gemeinsam mit der Jesuit Conference of Africa and Madagascar organisierten hochrangigen Konferenz in Nairobi diskutiert. Dies wiederum machte den Weg frei für weitere Konferenzen und Workshops in Brüssel (Herbst 2019) sowie in West- und Südafrika (2020).
Die Forschungskooperation zu Tax Justice and Poverty erhöhte, ebenso wie die deutschen Migrationsdebatten seit 2015, die Dringlichkeit der Frage, welche Anregungen die Katholische Soziallehre sowie aktuelle päpstliche Schreiben wie Evangelii Gaudium oder Laudato si’ für eine gerechtere und zugleich sachangemesseneren Migrations- und Steuerpolitik enthalten bzw. welche Rolle Steuern bei der Transformation des gegenwärtigen neoliberal inspirierten Gesellschaftssystems hin zu einer sozial gerechteren-ökologisch nachhaltigeren Gesellschaftsordnung spielen können, die dem Gemeinwohl aller verpflichtet ist. Hierzu wurden im ersten Schritt, gemeinsam mit afrikanischen Gesprächspartner, Diskussionspapiere verfasst und öffentlich zur Diskussion gestellt, eine Buchpublikation ist in Erarbeitung. Gesellschaftspolitische Aktionen in diesem Kontext waren die Mit-Initiierung des Offenen Briefes zu den Kennzeichen Christlicher und Sozialer Politik vor den Landtagswahlen 2018 in Bayern sowie gemeinsam mit der Jesuit Conference of Africa and Madagascar die Initiative „Flows of Migrants, Flows of Money“ gegenüber der österreichischen EU-Ratspräsidentschaft, ebenfalls 2018.
Seit September 2019 ist Alt auf Wunsch der Jesuitenmissions-Projektpartner vor allem in Asien und Afrika auch in der Klimabewegung aktiv, etwa durch Kooperationen mit der Nürnberger Ortsgruppe der FridaysForFuture und dem Klimacamp sowie durch soziologisch-ethische Zuarbeit bei den ScientistsForFuture und beim „Bayernplan für eine soziale und ökologische Transformation“. Daraus wiederum folgte die inhaltliche Beschäftigung mit der Frage, wie und durch welche Alternative die aktuell dominierende neoliberale Organisation von Wirtschaft und Gesellschaft abgelöst und ersetzt werden kann.
Eine neue institutionelle Verankerung bekam Alts Arbeit 2022 durch die Umwidmung des ehemaligen Noviziatsgebäudes im Nürnberger Norden zum Ukamazentrum für sozial-ökologische Transformation.

## Strafverfahren
Am 21. Dezember 2021 machte Alt bundesweit Schlagzeilen, als er noch essbare Lebensmittel aus den Mülleimern von Supermärkten holte, sie anschließend öffentlich verschenkte und dann die Polizei rief und sich wegen Diebstahls anzeigte. Dieses „Containern“ ist strafrechtlich sanktioniert, er machte es in Unterstützung der Aktion Essen Retten – Leben Retten, mit welcher die Letzte Generation bundesweit gegen Lebensmittelüberproduktion, -verschwendung und -vernichtung protestierte. Alt beteiligte sich auch 2022 an weiteren Aktionen zivilen Ungehorsams und Widerstands, etwa an einer Straßenblockade in Nürnberg am 16. August gemeinsam mit der Letzten Generation und Extinction Rebellion, öffentlich angekündigtem Schwarzfahren in Nürnberg am 1. September mit der Letzten Generation sowie einer Straßenblockade vor dem Münchner Justizministerium am 28. Oktober mit Scientist Rebellion. Im Dezember 2022 zeigte er sich selbst, gemeinsam mit Stefan Bauberger, gemäß § 129 StGB der Unterstützung einer mutmaßlich kriminellen Vereinigung (Letzte Generation) sowie des Werbens von Mitgliedern für dieselbe an. Seither laufen gegen Alt verschiedene Strafermittlungsverfahren.
Das Amtsgericht München verurteilte Alt am 16. Mai 2023 mit zwei anderen Aktivisten wegen Nötigung jeweils zu Geldstrafen von 10 Tagessätzen. Für Alt wurde dabei ein Tagessatz in Höhe von 1 Euro festgesetzt, da er als Ordensmitglied über kein eigenes Einkommen verfügt. Es ging um die Straßenblockade vor dem bayerischen Justizministerium. Alt legte Berufung ein. Das Landgericht München bestätigte am 17. April 2024 das Urteil der Vorinstanz. Dagegen ging wiederum die Staatsanwaltschaft in Revision, der die Strafzumessung weiterhin zu niedrig war. Dem stimmte das Bayerische Oberste Landesgericht zu und verwies das Verfahren zurück an das Landgericht. Ein neuer Prozess endete mit einer Verurteilung zu 20 Tagessätzen à 10 Euro, das Alt akzeptierte.
Das Amtsgericht Nürnberg verurteilte Alt am 30. November 2023 wegen gemeinschaftlicher Nötigung im Zusammenhang mit der Sitzblockade vor dem Nürnberger Hauptbahnhof im August 2022 zu einer Geldstrafe von 75 Tagessätzen zu jeweils 15 Euro. In der Berufungsverhandlung vor dem Landgericht Nürnberg-Fürth am 30. April 2024 wurde das Strafmaß auf 50 Tagessätze zu je 10 Euro gesenkt. Die dagegen eingelegte Revision Alts verwarfen die Richter des 3. Strafsenats des Bayerischen Obersten Landesgerichts und bestätigten das Urteil der Vorinstanzen: Alts angebliche „Notstandshandlung“ sei nicht gerechtfertigt, er hätte viele andere legale Wege, auf die politische Meinungsbildung Einfluss zu nehmen. Dies wiederum konnte Alt nicht akzeptieren, da die Vorinstanz u. a. jenen Beweisantrag der Verteidigung als „wahr unterstellte“, der im Straßenprotest eine angemessene Protestform sieht, weil mildere Mittel versagen. Aus Protest gegen das Urteil verweigerte Alt die Strafzahlung ebenso wie Gemeinnützige Arbeit und trat am 1. April 2025 die daraufhin fällige Ersatzfreiheitsstrafe von 25 Tagen in der Justizvollzugsanstalt Nürnberg an. Auf Bitten von Mitgefangenen und Vollzugsbeamten schrieb er nach seiner Entlassung einen mehr als 50 seitigen Bericht über die Zustände in der JVA Nürnberg und veröffentlichte ihn unter großer Resonanz.
Bayernweites Aufsehen erregte der folgende Strafprozess, der gegen Alt wegen einer kritischen Rede an der bayerischen Klimapolitik angestrengt wurde, obwohl er diese Rede am 17. August 2023 vom Bürgersteig aus, am Rande einer Blockade vor dem Nürnberger Hauptbahnhof, gehalten hat. Daraus konstruierte ein Richter am Amtsgericht Nürnberg, Thomas Pucher, den Vorwurf der „psychischen Beihilfe“ zu einer gemeinschaftlich begangenen Nötigung und erließ einen Strafbefehl. Dagegen legte Alt Einspruch ein. Bei der daraufhin angesetzten Hauptverhandlung am 6. Mai 2025 forderte Richter Pucher Alt zur Rücknahme des Einspruchs auf, andernfalls, drohte der Richter: „Ich schick' Sie ins Gefängnis – und das wissen Sie!“ Daraufhin stellte Alts Verteidiger einen Befangenheitsantrag, dem nach zwei Tagen stattgegeben wurde.

## Buchveröffentlichungen
- zusammen mit Lina Eichler, Henning Jeschke, Angela Krumpen: Die letzte Generation – das sind wir alle. Bene, Solms 2023, ISBN 978-3-96340-263-0.
- Widerstand! Gegen eine Wirtschaft, die tötet. Vier-Türme-Verlag, Münsterschwarzach 2022, ISBN 978-3-7365-0453-0.
- Einfach Anfangen! Bausteine für eine gerechtere und nachhaltigere Welt. Vier-Türme-Verlag, Münsterschwarzach 2021, ISBN 978-3-7365-0402-8.
- Handelt! Ein Appell an Christen und Kirchen, die Zukunft zu retten. Vier-Türme-Verlag, Münsterschwarzach 2020, ISBN 978-3-7365-0295-6.
- Tax Justice & Poverty: Short Version of the Final Synthesis Report. Englische Ergebniszusammenfassung des Dreiländerforschungsprojekts in Deutschland, Kenia und Sambia. Online Ressource
- Wir verschenken Milliarden. Erkenntnisse des Forschungsprojekts „Steuergerechtigkeit und Armut“. Echter Verlag, Würzburg 2016, ISBN 978-3-429-03961-5.
- als Hrsg. mit Patrick Zoll: Wer hat, dem wird gegeben? Besteuerung von Reichtum: Argumente, Probleme, Alternativen. Echter Verlag, Würzburg 2016, ISBN 978-3-429-03913-4.
- als Hrsg. mit Klaus Väthröder: Arme Kirche – Kirche für die Armen: Ein Widerspruch? Echter Verlag, Würzburg 2014, ISBN 978-3-429-03685-0.
- als Hrsg.: Entweltlichung oder Einmischung – wie viel Kirche verträgt Gesellschaft? Echter Verlag, Würzburg 2013, ISBN 978-3-429-03579-2.
- als Hrsg. mit Samuel Drempetic: Wohlstand anders denken. Lehren aus den aktuellen Weltkrisen. Echter Verlag, Würzburg 2012, ISBN 978-3-429-03473-3.
- Globalisierung – illegale Migration – Armutsbekämpfung: Analyse eines komplexen Phänomens. Loeper, Karlsruhe 2009, ISBN 978-3-86059-524-4.
- als Hrsg. mit Michael Bommes: Illegalität: Grenzen und Möglichkeiten der Migrationspolitik. Verlag für Sozialwissenschaft, Wiesbaden 2006, ISBN 3-531-14834-6 (Inhaltsverzeichnis (PDF)).
- Leben in der Schattenwelt – Problemkomplex „illegale“ Migration. Neue Erkenntnisse zur Lebenssituation ‚illegaler‘ Migranten in München und anderen Städten Deutschlands. Loeper, Karlsruhe 2003, ISBN 3-86059-499-0.
- mit Ralf Fodor: Rechtlos? Menschen ohne Papiere: Anregungen für eine Positionsbestimmung. Loeper, Karlsruhe 2001, ISBN 3-86059-498-2.
- Illegal in Deutschland. Forschungsprojekt zur Lebenssituation illegaler Migranten. Loeper, Karlsruhe 1999, ISBN 3-86059-486-9.